# 黄花岩报春
黄花岩报春（学名：Primula dryadifolia sp. chlorodryas）为报春花科报春花属下的一个亚种。

## 扩展阅读
- 維基物種上的相關：黄花岩报春